# Cirrosphecidae
Cirrosphecidae (лат.) — ископаемое семейство мелких сфекоидных ос. Описаны по фоссилиям из мелового бирманского янтаря (Мьянма).

## Описание
Мелкие осы, длина около 5 мм. Глаза большие, занимают более половины всей боковой поверхности головы; внутренние орбиты расположены под углом к верхней части; переднеспинка короткая, её дорсальная поверхность заметно ниже передней части среднеспинки; воротник переднеспинки слабо дифференцированный; скутеллюм большой и отчетливо выпуклый, задний край его закруглён, аксилла укорочена; заднеспинка выступает медиально с передним краем, окружающим щиток; мезэпистернальная борозда полная, достигает средней линии тела вентрально; омаулярная борозда и омаулярный киль отсутствуют; проподеум короткий, с закругленными краями и отчетливо скошенными; метапостнотум узким треугольником заходит на заднюю поверхность проподеума; коготки с субапикальным зубцом; средняя голень с одной шпорой; присутствует мезококсальный киль; дорсальный апикальный отросток на внутренней поверхности заднего тазика хорошо развит; наружный мыщелок заднего бедра с вершинным лопатообразным отростком; самка с базитибиальной пластинкой (кроме y Glenocephalus); передняя часть первого тергита Т1 не образует петиоля; самка с пигидиальной пластинкой.

## Классификация
Семейство было впервые выделено в 2021 году бразильскими энтомологами Brunno Rosa и Gabriel Melo (Laboratorio de Biologia Comparada de Hymenoptera, Departamento de Zoologia, Universidade Federal do Parana, Curitiba, Бразилия) на основании подсемейства Cirrosphecinae, образованного в 2000 году как часть Sphecidae sensu lato. Cirrosphecidae разделяет признаки с семействами ос Sphecidae, Crabronidae и пчёл Apidae.
- †Cirrosphecidae Antropov, 2000
  - †Cirrosphecinae Antropov, 2000
    - †Cirrosphex
      - †Cirrosphex mirabilis Antropov, 2000[3]

    - †Haptodioctes
      - †Haptodioctes apiformis Rosa et Melo, 2021

  - †Glenocephalinae Rosa et Melo, 2021
    - †Glenocephalus Rosa et Melo, 2021
      - †Glenocephalus mandibularis Rosa et Melo, 2021